# Brainbuster

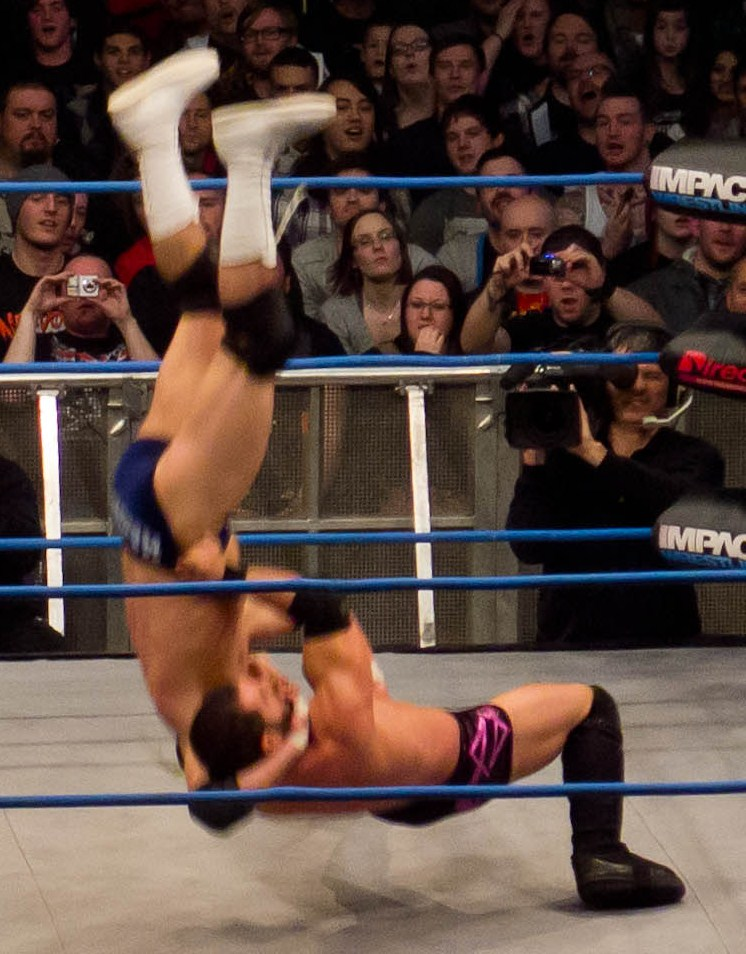
Austin Aries realiza un Brainbuster sobre Mark Haskins el 28 de enero de 2012 en Wembley, Inglaterra

Un brainbuster es un movimiento de lucha libre profesional en el que la cabeza del rival es llevada a impactar contra la lona. La variante básica, también llamada vertical suplex brainbuster, consiste en que un luchador pone a su rival en un front facelock, agarra sus piernas y lo levanta con la espalda vertical en el aire, para luego dejarse caer de espalda el usuario, haciendo que la cabeza apresada del otro choque contra la lona.
Aunque este movimiento es algunas veces confundido con el piledriver, ya que ambos son básicamente lo mismo, el brainbuster se diferencia del piledriver en que la cabeza del oponente está siempre sometida a un facelock, lo que destina el impacto al cráneo y evita que se produzca la compresión del cuello que causa el piledriver. Por ello, el nombre técnico del brainbuster sería front facelock piledriver, aunque es pocas veces referido por ese nombre.

## Variaciones

### Cradle brainbuster
Also known as a belly to belly brainbuster, the wrestler stands facing a standing opponent and then wraps both arms around the opponent's torso, lifting them off the ground. The wrestler then shifts their grip so they are holding the opponent by their legs, gripping the opponent behind the knee. The wrestler then removes one arm from the opponent’s leg and quickly applies a front facelock with that arm, lifts the opponent as if they were using a vertical suplex and lands the opponent on the back of their head.

### Double underhook brainbuster
Llamado popularmente Michinoku Driver (no confundir con el piledriver del mismo nombre) en esta variante el usuario lleva los brazos del rival agachado a la espalda y allí los engancha con los suyos. Entonces tira de ellos para levantarlo hasta una posición vertical, y se deja caer hacia atrás, para hacer chocar la cabeza del oponente contra el suelo.

### Fisherman brainbuster
En esta popular técnica, el luchador, frente al rival, mete su cabeza bajo el brazo, agarrando una de sus piernas para levantarlo verticalmente, como en un fisherman suplex. En esa posición, el luchador se deja caer sentado hacia atrás para hacer chocar la cabeza del oponente contra el suelo.

#### Cross-legged fisherman brainbuster
El luchador, frente al rival, mete su cabeza bajo el brazo, agarrando una de sus piernas para situarla detrás de la otra. Tirando ella, el usuario levanta verticalmente al rival. En esa posición, el luchador se deja caer sentado hacia atrás para hacer chocar la cabeza del oponente contra el suelo.

### Inverted brainbuster
El usuario, detrás del oponente, lo hace inclinarse hacia él y rodea su cuello con el brazo, ubicándolo bajo su axila; entonces, el luchador usa su mano libre para empujar la espalda del oponente y elevarlo sin dejar de soltar la presa y, cuando el oponente se halla en posición vertical, con la espalda recta en el aire, el usuario se deja caer sentado para impactar su cráneo contra la lona.

#### Scoop brainbuster
Conocido como Northern Lights Bomb en Japón, en este movimiento el luchador hace inclinarse a su oponente ante él y mete su cabeza bajo el brazo, como en un brainbuster normal; en ese momento, sin embargo, el usuario mete un brazo entre las piernas del oponente y lo usa para levantarle en posición vertical, antes de dejarse caer sentado para impactar su cabeza contra el suelo.

### Jumping brainbuster
También llamado brainbuster DDT o spike brainbuster, esta variación se diferencia del brainbuster normal en que el usuario salta antes del momento de impacto, para añadir potencia.

### Spinning brainbuster
También conocido como twisting brainbuster o revolution brainbuster, en esta variación el usuario mete la cabeza de su oponente bajo el brazo y lo levanta en posición vertical, como en un brainbuster normal; en ese momento, el luchador da un brusco giro horizontal antes de dejarse caer para impactar la cabeza del oponente contra el piso.

### Vertical drop brainbuster
El luchador, tras meter la cabeza del oponente bajo su brazo, levanta su cuerpo en posición vertical, y se deja caer hacia atrás para conducir la cabeza del oponente al suelo en la misma dirección, cayendo verticalmente en lugar de en posición oblicua, como sería en un brainbuster usual.
Esta variación es la más cercana al piledriver, y es una de las más peligrosas, ya que un exceso de fuerza puede causar serios daños en el cráneo y el cuello del rival.